# Claude Alranq
 (juin 2023).
Claude Alranq, né le 21 février 1947 à Pézenas (Hérault), est un comédien, auteur dramatique, metteur en scène et conteur français.
Chercheur dans le domaine de l'ethno-scénologie, il a fondé, en 2000, la licence professionnelle Acteurs Sud. Il a enseigné à l'Université de Nice[réf. nécessaire].
Il est le fondateur du Teatre de la Carriera qui a profondément marqué ces trente dernières années le théâtre en général et le théâtre occitan en particulier[réf. nécessaire].
Il collabore actuellement[Quand ?] avec, entre autres compagnies, le Théâtre La Rampe, de Montpellier[réf. nécessaire].

## Pièces
Il a écrit une quarantaine de pièces qui ont été publiées aux Nouvelles Éditions Oswald, Actes Sud, Quatre Vertats, Avant-Quart
- Théâtre Alléluia Millénium (1999)
- Hôtel Montmorency (1993)
- Jaurès (1995)
- Joan l'an près (1987)
- Jouerie du Pays d'Adiu.siatz (2001)
- L'Africanade (1992)
- L'Armassier (2000)
- L'Asile Brancoverne (1993)
- L'Autre Jaurès (1994)
- La Bâtarde du canal du Midi (1999)
- La Bête en Gévaudan (1981)
- La Cocarde d'ébène (1989)
- La Commune de Marseille (1980)
- La Croix de Toulouse (1989)
- La Fille d'Occitania (1978)
- La Guerre du Vin (1972)
- La Liberté ou la mort (1976)
- La Pastorale de Fos (1975)
- Langue de Peille 1-2-3 (1984 - 1988)
- Le Cirque Impérial (1980)
- Le Cœur aux dents (1986)
- Le Mineur du ciel (1989)
- Le String Security (2003)
- Le Vent aux 13 masques (2001)
- Mort et Résurrection de M. Occitania (1970)
- Nuit d'été (1988)
- Retour au Pays (1981)
- Salut à Vous braves pioupious du 17e (1991)
- Santa Marianna du Cassoulet (1992)
- Si ton théâtre pouvait parler (1996)
- Tabo ou la dernière Sainte Barbe  (1974)
- Titole et la Folle d'Halloween  (2002)
- Vaudeville d'Oc (1997)
- L'Estanquette (2011)
- Sem Forcà (2012)

## Adaptations
- La Farce des écus (1993)
- Le Tambour de Bara (1993)

## Essais
- Théâtre d'Oc contemporain, Éditions Domens
- Les Animaux de la fête occitane, Les totems Sud de France, éditions du Mont, Légend', Cazouls-les-Béziers, avril 2008

## Film documentaire
Titre : "Claude Alranq" Réalisé par Patrice Rolet. IO Production. 1997